# Concours
Concours (franska för tävling eller konkurrens) är uttagningsprov som en person måste genomgå innan han eller hon kan få en fast anställning inom Europeiska unionen. Uttagningsproven anordnas flera gånger om året för olika kategorier av tjänster med syfte att identifiera lämpliga personer som kan rekryteras när behov uppstår. En större och mer generell concours genomförs vanligtvis under mars eller april månad, men specialiserade och riktade concours genomförs under hela året. Uttagningsproven är det första steget till en fast tjänst vid unionens institutioner, organ eller byråer. I regel tillsätts alla anställningar, som inte är politiskt tillsatta, genom concours.
Oavsett vilken institution som en sökande vill bli anställd hos ansvarar Europeiska rekryteringsbyrån (Epso) för uttagningsproven. Uttagningsproven ser dock olika ut beroende på vilken typ av anställning personen har för avsikt att söka. För anställning som handläggare (AD) ingår till exempel moment som testar kognitiv förmåga, logiskt tänkande och beteendetester i ett första steg. Om detta test är godkänt får den sökande fortsätta genomgå ett andra steg bestående av bland annat en presentationsövning, en gruppövning och en strukturerad intervju.
Europeiska centralbanken och Europeiska investeringsbanken har egna rekryteringsprocesser som är fristående från Epso.